# Billy Crystal
Pour les articles homonymes, voir Crystal.
Billy Crystal est un acteur, réalisateur, scénariste, humoriste et producteur de cinéma américain né le 14 mars 1948 à Long Beach (État de New York).

## Biographie
Après des études de cinéma à l'université de New York sous la conduite de Martin Scorsese, il commence sa carrière en tenant le rôle de Jodie Dallas dans une série de la télévision américaine All in the Family (1976).
Il fait une apparition lors de l'émission de télévision Saturday Night Live le 17 avril 1976 avant de rejoindre l'équipe du show en 1984 devenant ainsi le premier invité à devenir membre de l'émission. Entre ces deux dates, il commence sa carrière au cinéma dans Rabbit Test de Joan Rivers (1978).
Il obtient son premier grand rôle en 1986 dans Deux Flics à Chicago aux côtés de Gregory Hines. En 1989, la comédie romantique Quand Harry rencontre Sally est un gros succès et fait de lui et sa partenaire Meg Ryan des stars bankable au cinéma. Aux États-Unis, il sera à nouveau couronné de succès avec La Vie, l'Amour, les Vaches et  Drôles de pères avec Robin Williams ou  Mafia Blues avec Robert de Niro. 
Il a également présenté à plusieurs reprises la cérémonie des Oscars du cinéma.
Billy Crystal est un fan inconditionnel des Yankees de New York en MLB mais aussi des Clippers de Los Angeles en NBA[réf. nécessaire].
On lui attribue la célèbre phrase : « Pour faire l'amour, les femmes ont besoin d'une raison ; les hommes simplement d'un endroit ».

## Oscars
Billy Crystal a été le présentateur des cérémonies des oscars suivantes :
- 62e cérémonie des Oscars, 1990.
- 63e cérémonie des Oscars, 1991.
- 64e cérémonie des Oscars, 1992.
- 65e cérémonie des Oscars, 1993.
- 69e cérémonie des Oscars, 1997.
- 70e cérémonie des Oscars, 1998.
- 72e cérémonie des Oscars, 2000.
- 76e cérémonie des Oscars, 2004.
- 84e cérémonie des Oscars, 2012.

## Filmographie

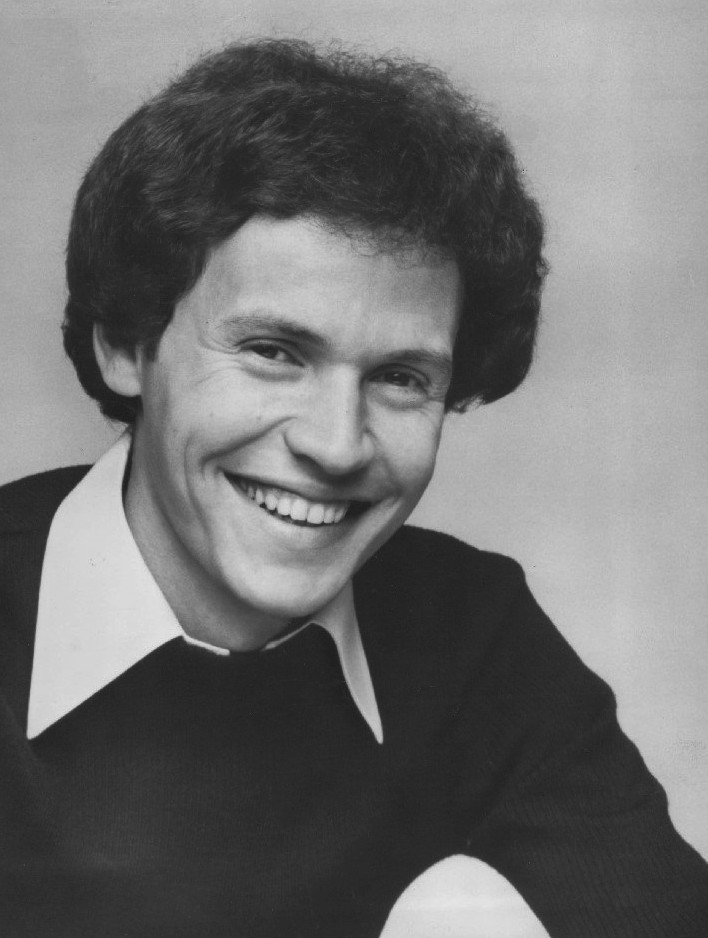
Billy Crystal en 1977.

### Cinéma

#### Acteur

##### Années 1970
- 1978 : Rabbit Test de Joan Rivers : Lionel Carpenter
- 1978 : Grease (musician at high school dance)

##### Années 1980
- 1984 : Spın̈al Tap de Rob Reiner : Morty le mime
- 1986 : Deux Flics à Chicago (Running Scared) de Peter Hyams : Danny Costanzo
- 1987 : Balance maman hors du train (Throw Momma from the Train) de Danny DeVito : Larry Donner
- 1987 : Princess Bride de Rob Reiner : Miracle Max
- 1988 : Drôles de confidences (Memories of Me) de Henry Winkler : Abbie Polin
- 1989 : Quand Harry rencontre Sally (When Harry Met Sally...) de Rob Reiner : Harry Burns

##### Années 1990
- 1991 : La Vie, l'Amour, les Vaches (City Slickers) de Ron Underwood : Mitch Robbins
- 1992 : Mr. Saturday Night de lui-même : Buddy Young, Jr.
- 1994 : L'Or de Curly (City Slickers II: The Legend of Curly's Gold) de Paul Weiland : Mitch Robbins
- 1995 : Forget Paris de lui-même : Mickey Gordon
- 1996 : Hamlet de Kenneth Branagh : Un fossoyeur
- 1997 : Drôles de pères (Father's Day) d'Ivan Reitman : Jack Lawrence
- 1997 : Harry dans tous ses états de Woody Allen : Larry
- 1998 : Le Géant et moi (My Giant) de Michael Lehmann : Sammy Kamin
- 1999 : Mafia Blues (Analyze This) de Harold Ramis : Dr. Ben Sobel

##### Années 2000
- 2000 : Les Aventures de Rocky et Bullwinkle (The Adventures of Rocky and Bullwinkle) de Des McAnuff : un vendeur de matelas (non crédité)
- 2001 : Couple de stars (America's Sweethearts) de Joe Roth : Lee Phillips
- 2001 : Monstres et Cie de Peter Docter : Mike Wazowski (Bob) (voix)
- 2002 : Mafia Blues 2 : La Rechute (Analyse That) de Harold Ramis : Dr. Ben Sobel
- 2005 : Le Château ambulant (Howl's Moving Castle) de Hayao Miyazaki : Calcifer (voix)
- 2006 : Cars de John Lasseter : Mike Car (voix)

#### Années 2010
- 2010 : Fée malgré lui (Tooth Fairy) de Michael Lembeck : Jerry (non crédité)
- 2010 : I'm Still Here de Casey Affleck : lui-même
- 2012 : Small Apartments de Jonas Åkerlund : Burt Walnut
- 2012 : Le Choc des générations (Parental Guidance) d'Andy Fickman : Artie Decker
- 2013 : Monstres Academy de Dan Scanlon : Bob (voix)
- 2016 : The Comedian de Taylor Hackford : lui-même
- 2018 : Love Stories (Untogether) d'Emma Forrest : David
- 2019 : Standing Up, Falling Down de Matt Ratner : Marty

#### Années 2020
- 2021 : Here Today de lui-même : Charlie Berns

#### Réalisateur
- 1992 : Mr. Saturday Night
- 1995 : Forget Paris
- 2001 : 61*
- 2021 : Here Today

### Télévision
- 1977 : SST/ Death Flight de David Lowell Rich : David
- 1977-1981 : Soap (série)
- 1978 : La croisière s'amuse (1 épisode)
- 1995 : Frasier (1 épisode)
- 1997 : Friends (saison 3 épisode 24)
- 2015 : The Comedians (en)
- 2017 : Modern Family : lui-même

## Voix françaises
En France, Lionel Henry est la voix française régulière de Billy Crystal. Éric Métayer et Roland Timsit le doublent à cinq et trois reprises. 
| - Lionel Henry dans : - Quand Harry rencontre Sally - La Vie, l'Amour, les Vaches - L'Or de Curly - Hamlet - Harry dans tous ses états - Le Géant et moi - Couple de stars - Modern Family (série télévisée) - Éric Métayer dans : - Monstres et Cie (voix) - La Nouvelle Voiture de Bob (voix) - Cars (voix) - Monstres Academy (voix) - Party Central (voix) - L'Histoire de Pixar (documentaire) - Roland Timsit dans : - Drôles de pères - Mafia Blues - Mafia Blues 2 : La Rechute | Et aussi - Jean-Pierre Leroux dans Soap (série télévisée) - François Leccia dans Enola Gay (téléfilm) - Dominique Collignon-Maurin dans Deux flics à Chicago - Michel Mella dans Balance maman hors du train - Jacques Ferrière dans Princess Bride - Hervé Jolly dans Drôles de confidences - Éric Missoffe dans Mr. Saturday Night - Tony Joudrier dans Forget Paris - Sébastien Desjours dans Les Aventures de Rocky et Bullwinkle - Bruno Buidin dans Fée malgré lui - Franck Dacquin dans Le Choc des générations - Jean-Pol Brissart dans The Comedians (série télévisée) - Maurice Decoster dans Here Today - Philippe Vincent dans Before (série télévisée) |